# Pietro Liberi

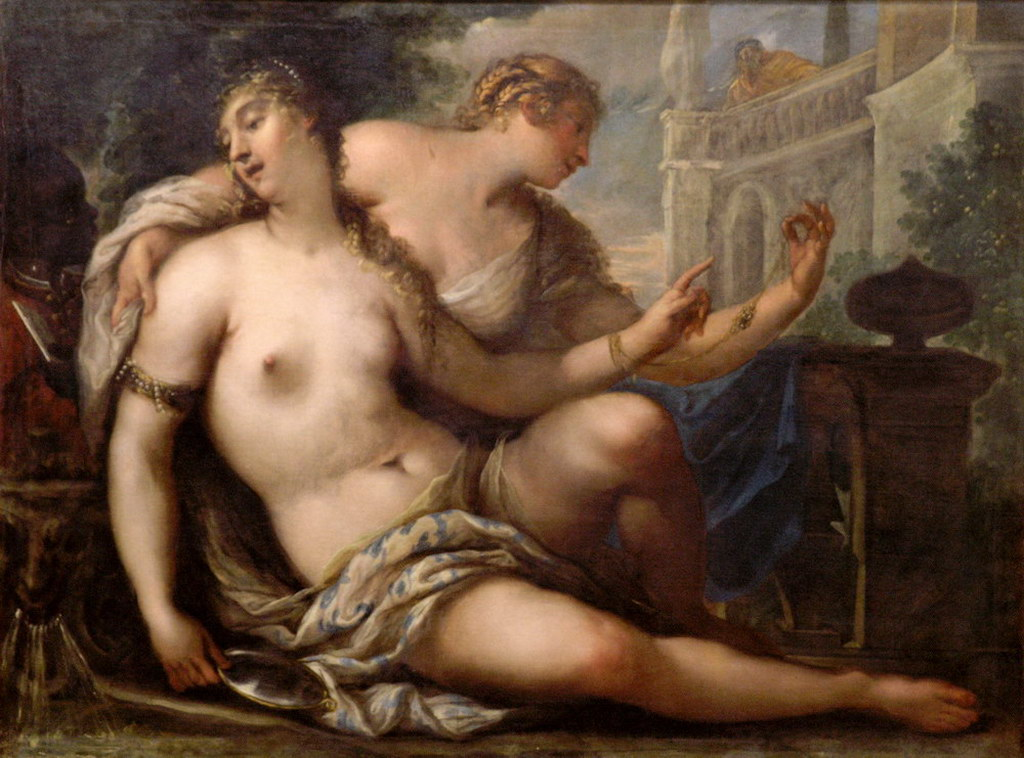
Betsabé

Pietro Liberi (Padua, 1605 - Venecia, 8 de octubre de 1687), pintor italiano del Barroco. A veces es llamado Il Libertino, debido a la sensualidad presente en muchas de sus obras.

## Biografía

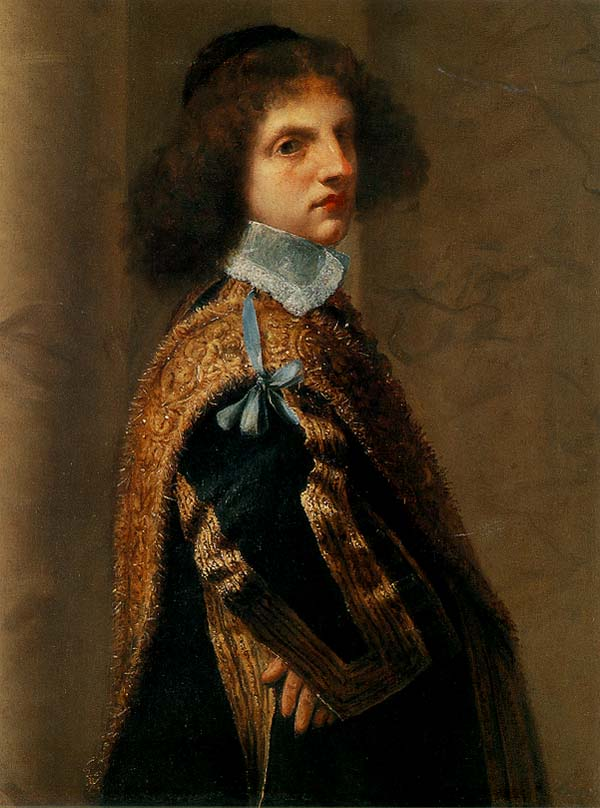
Retrato de muchacho, Palazzo Montecitorio, Roma.

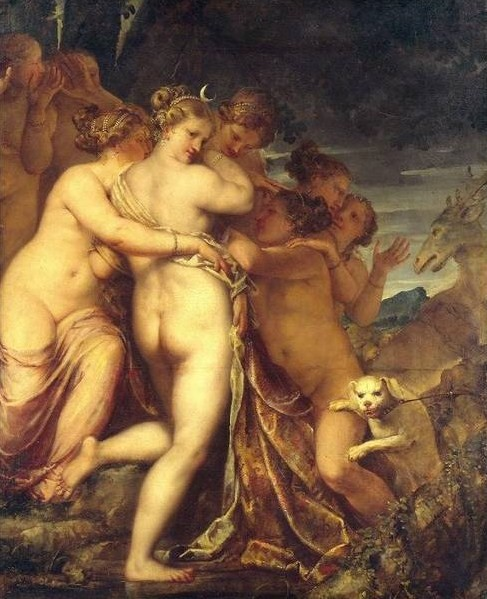
Diana y Acteón, Staatliche Museen, Berlín.

### Juventud aventurera
Muy joven marchó a Venecia, donde entró como aprendiz en el taller de Alessandro Varotari, il Padovanino. Concluida su formación emprendió una serie de viajes (1628-1638) que le llevaron a lugares como Constantinopla, Túnez, y a diversos países de Europa, como Francia, España o Austria.
Esta primera parte de su vida es novelesca; fue apresado por los turcos cuando se dirigía a Jerusalén. Liberado poco después, marchó a Constantinopla. Cuando abandonó esta capital (1632) fue hecho prisionero por unos piratas berberiscos, que le llevaron a Túnez, donde estuvo durante ocho meses encadenado en una celda. Consiguió huir junto con otros cinco presos en una chalupa, siendo rescatado por un navío maltés. A bordo de dicho barco protagonizó un abordaje contra una galera berberisca. Liberi se destacó en el combate sobremanera, tanto que el capitán le ofreció ser su socio en el negocio de la piratería. No aceptó el pintor, que se licenció en cuanto la nave atracó en Malta. No terminaron aquí los viajes de Liberi. Vuelto a Italia (1633), pasó por Sicilia, Nápoles, Livorno y Pisa, donde comenzó de nuevo a pintar.
Entre 1633 y 1636 combinó su actividad artística con la profesión de las armas, siguiendo al condottiero Antonio Manfredini en diversas expediciones bajo pabellón del Gran Duque de Toscana contra los turcos. Llegó a comandar una galera en un combate naval sostenido el 19 de abril de 1636 en el puerto de San Giovanni di Palma, distinguiéndose por su valor.
Muerto su capitán, abandonó el ejercicio de las armas. Volvió a Livorno, pero por poco tiempo: en 1637 partió para Lisboa pasando por Génova y la costa francesa, haciendo escalas en Madrid y Barcelona. A la vuelta pasó por Marsella para acabar de nuevo en Livorno. En 1638 ya estaba de camino a Roma, deteniéndose brevemente en Florencia y Siena.

### Período romano
Se estableció en Roma durante el período 1638-1640, tiempo que aprovechó para copiar los grandes frescos de Rafael y Michelangelo, así como para estudiar los trabajos de los hermanos Agostino y Annibale Carracci, así como los de Pietro da Cortona o Guido Reni. Su primera obra fechada y firmada, el Rapto de las Sabinas, refleja claramente estas influencias.
De vuelta a Venecia, se detuvo en Bolonia, donde pudo conocer el legado de los grandes maestros de la escuela local así como a los principales artistas parmesanos, sobre todo Correggio.

### Madurez en Venecia
Ya en la ciudad de los canales, se convirtió en uno de los más importantes pintores de su época, recibiendo importantes encargos como las pinturas al fresco sobre la Batalla de los Dardanelos en el Palacio Ducal de Venecia. Su obra maestra es Santa Elena encuentra la Vera Cruz para la iglesia de San Moisè.
Permaneció ya toda su vida en Venecia, excepto una estancia en la corte imperial (1658-59), donde el emperador Leopoldo I le hizo conde palatino del Imperio. En la ejecución de sus últimas obras colaboró su hijo Marco Liberi, también notable pintor.
Liberi fue un hombre de gran cultura; a su muerte dejó una gran biblioteca. Sus numerosos viajes le permitieron aprender a hablar el griego, el turco, el francés y el español, lengua esta última que hablaba con toda perfección.

### Estilo y valoración crítica
Su estilo está lleno de sensualidad. Siempre tuvo preferencia por los temas alegóricos y mitológicos, poblados de hermosas figuras femeninas sumergidas en una atmósfera liviana y vaporosa. Sus colores son agradables y variados, que recuerdan al preciosismo del Veronés. Artista culto y ecléctico, sus constantes viajes le permitieron conocer lo mejor de la pintura italiana y europea. Con él la pintura veneciana entra de lleno en lo que será el Rococó. No hay acuerdo acerca de su valor como artista; para unos es elegante y delicado, para otros totalmente superficial.
Liberi fue el primer presidente de la Accademia Veneciana.

## Obras destacadas

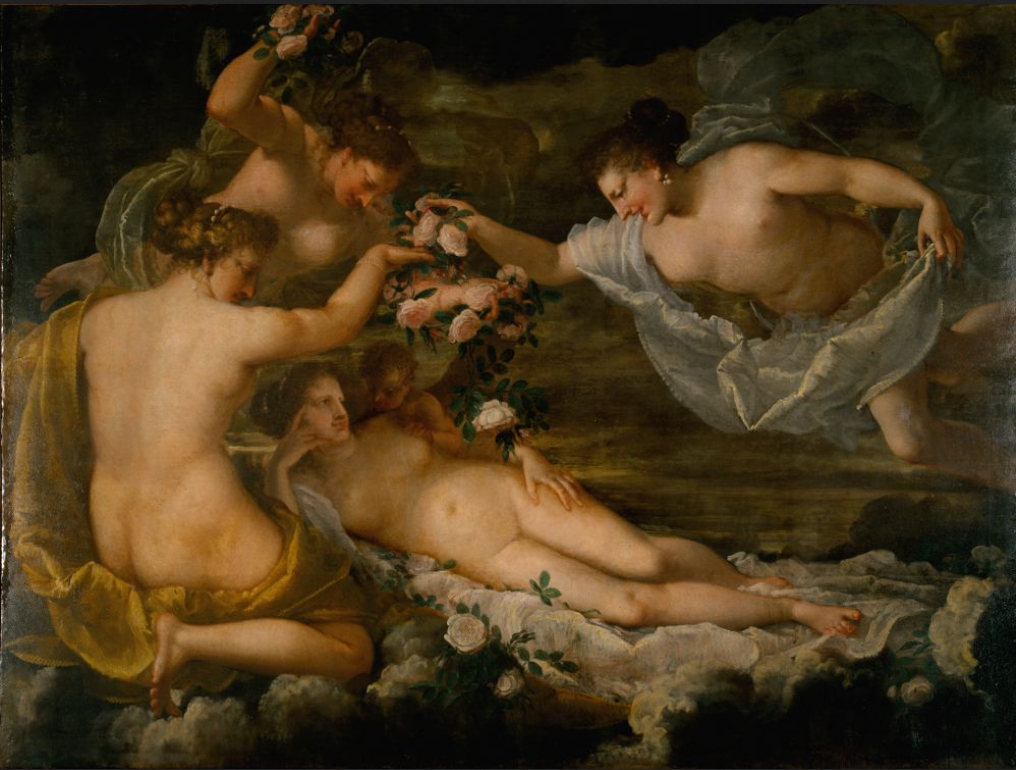
Venus adorada por las tres Gracias, Museo Civico, Vicenza.

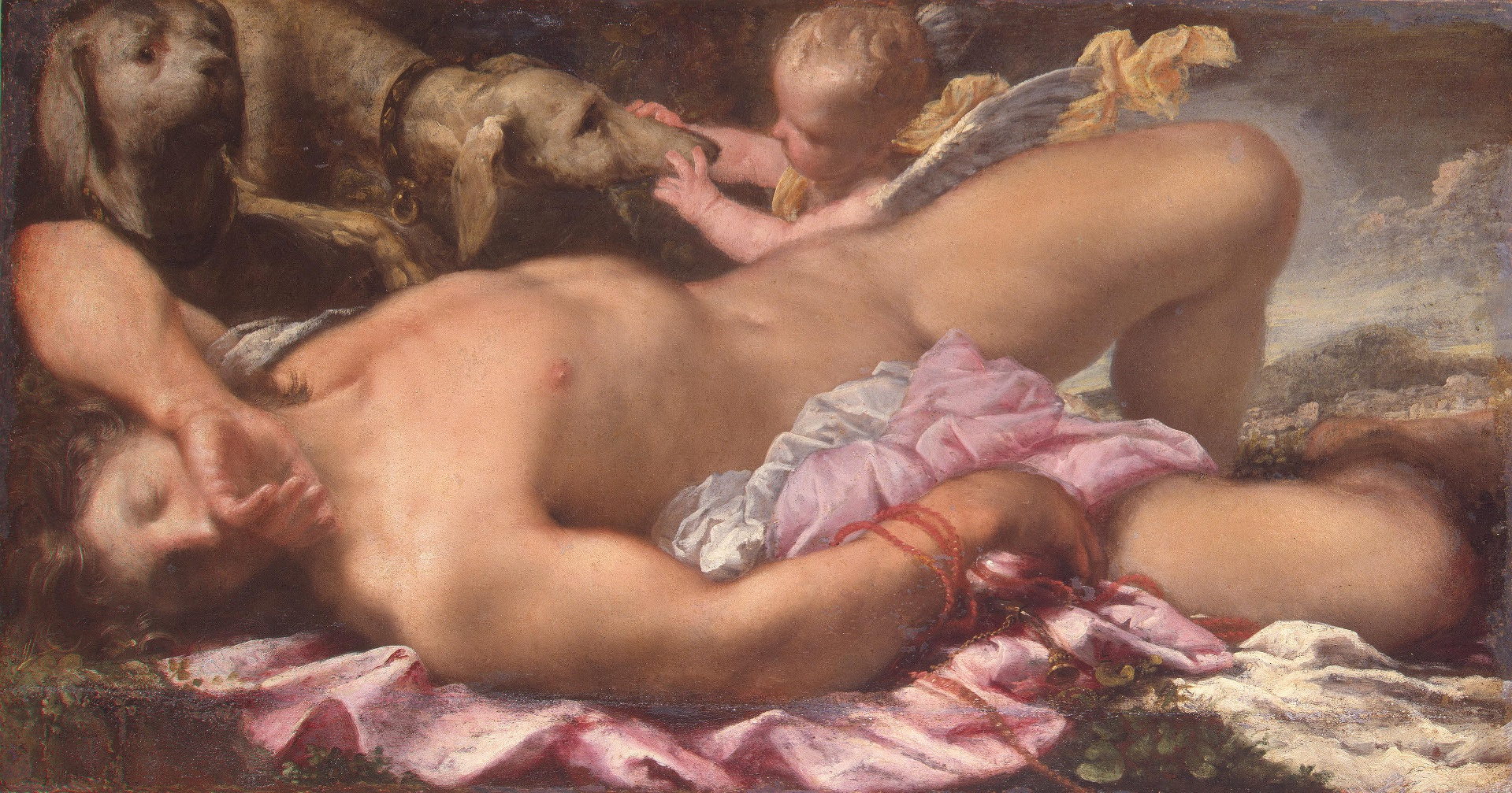
Sueño de Endimión, Museo del Hermitage, San Petersburgo.

- Gloria de la Casa Medici (1639, Oratorio dei Vanchetoni, Florencia)
- Rapto de las Sabinas (1641, Pinacoteca Nacional de Siena)
- Autorretrato (Uffizi, Corredor Vasariano, Florencia)
- Apoteosis del emperador Leopoldo I (1658-59, Kunsthistorisches Museum, Viena)
- Venus y Cupido (1660, Kunsthistorisches Museum, Viena)
- Sueño de Endimión (c. 1660, Museo del Hermitage, San Petersburgo)
- Crucifixión con la Magdalena (Santi Giovanni e Paolo, Venecia)
- Hércules y Deyanira (Herzog Anton Ulrich-Museum, Braunschweig)
- Noé abandona el Arca (Catedral de Vicenza)
- Retrato de muchacho (Palazzo Montecitorio, Roma)
- Baño de Venus (Bayerisches Nationalmuseum, Munich)
- Hércules y Omfale (Bayerisches Nationalmuseum, Munich)
- Venus, sátiro y dos amorcillos (Staatliche Museen, Berlín)
- La Serpiente de Bronce (San Pietro di Castello, Venecia)
- Diluvio Universal (Santa Maria Maggiore, Bergamo)
- Batalla de los Dardanelos (Palacio Ducal de Venecia), fresco.
- Matanza de los Inocentes (Ognissanti, Venecia)
- Diana y Calisto (Uffizi, Florencia)
- Santa Elena encuentra la Vera Cruz (San Moisè, Venecia)
- Venus adorada por las Gracias (Museo Civico, Vicenza), con la colaboración de su hijo Marco Liberi.

## Bibliografía

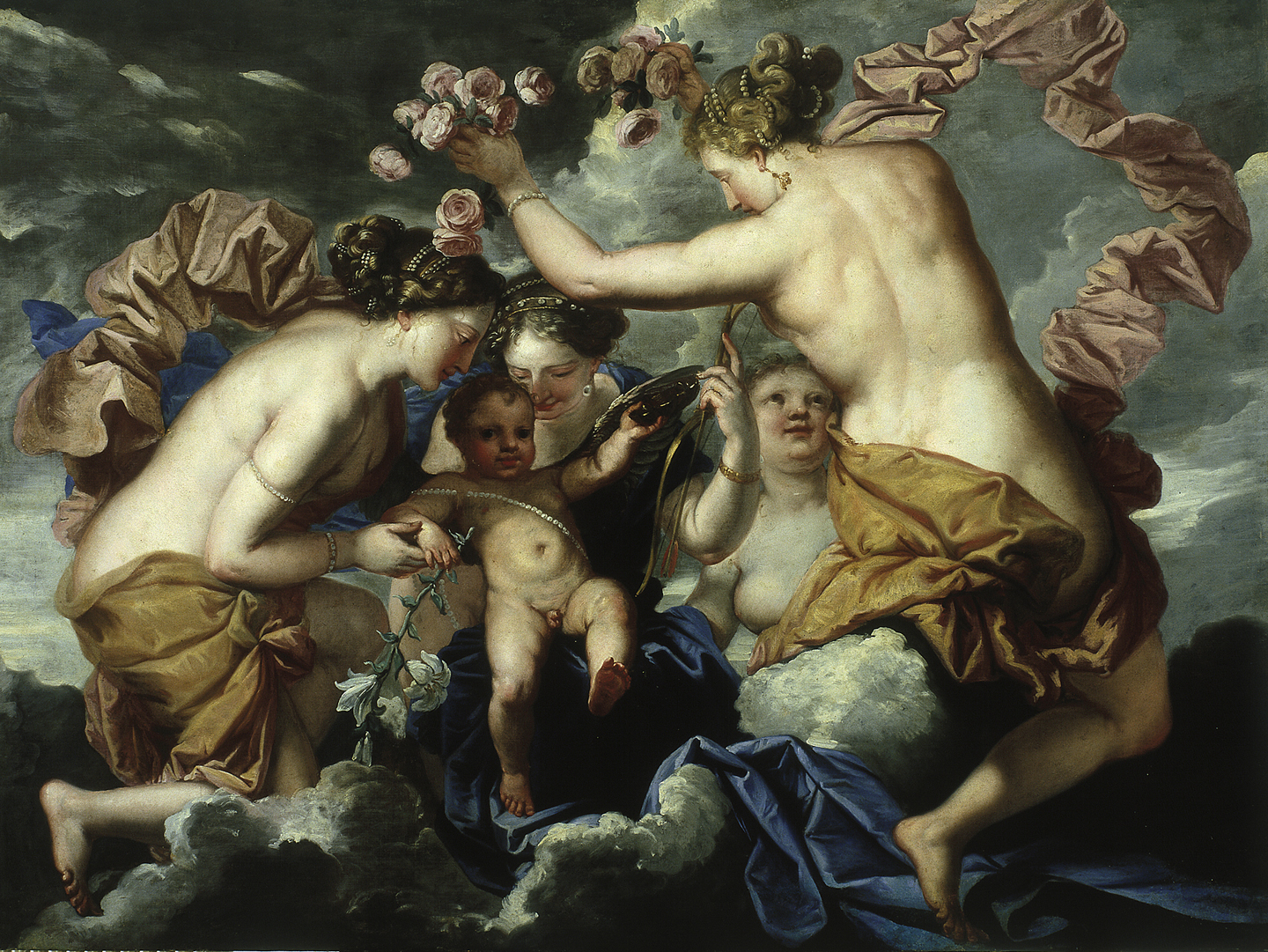
Venus, Cupido y las Tres Gracias, Joanneum Museum, Graz.